# 石灰硫黄合剤
石灰硫黄合剤（せっかいいおうごうざい、Lime sulfur）とは、殺虫作用、殺菌作用を持つ農薬の一種。通常、赤褐色の強い硫黄臭（腐った玉子や硫黄を含む温泉の臭気）のする原液を希釈して利用する。

## 成分
多硫化カルシウム（CaSx）が主成分。その中の五硫化カルシウム（CaS5）が効果の中心であるとされる。

## 適用
- カイガラムシ類、ダニ類など
- さび病、うどんこ病など

## 注意事項
一般的な農薬とやや性質が異なり、次のような点に注意を要する。
- 強アルカリ性のため皮膚を侵す。皮膚に付着した場合は直ちに水でよく洗い落とす。眼に入った場合は、直ちによく水洗した後、眼科を受診するべきである。濃度にもよるが適切な処置をしないと、最悪、化学熱傷のため植皮術が必要となったり、失明に至ることもある。
- 強アルカリ性のため、本剤を扱えない噴霧機がある。噴霧機の説明書を確認する必要がある。
- 相当の悪臭がするので、散布時間・散布場所に配慮が必要。
- 薬害が出やすいので、説明書をよく読み、希釈濃度や対象植物等を守ること。特に高温時の散布は薬害が出やすい。
- 酸性物質と混合すると、有毒ガスの硫化水素を発生するので、非常に危険である。

古くからある農薬で、正しく使う限り、安全性は高い。

## ヒトが経口摂取した場合
自殺目的などで、ヒトが経口摂取した場合、腹痛、下痢、消化管の潰瘍などの症状を引き起こす。
また、石灰硫黄合剤は胃酸により硫化水素と硫黄に分解される。腸内においては細菌の働きにより硫黄から硫化水素が生じる。硫化水素中毒となると意識レベル低下、呼吸抑制などとなる。至急、医療機関において適切な処置を行わないと最悪の場合、死亡する。

## 歴史
1851年、フランスのベルサイユ宮殿の主任庭師だったGrisonによって開発された。硫黄は真菌に取り込まれると硫化水素に還元される。硫化水素はほとんどの細胞タンパク質にとって毒性がある。硫黄は植物にとっても有害であるため（薬害）、水酸化カルシウムと混合することで毒性を弱めることが行われた。